# Eugen Onegin

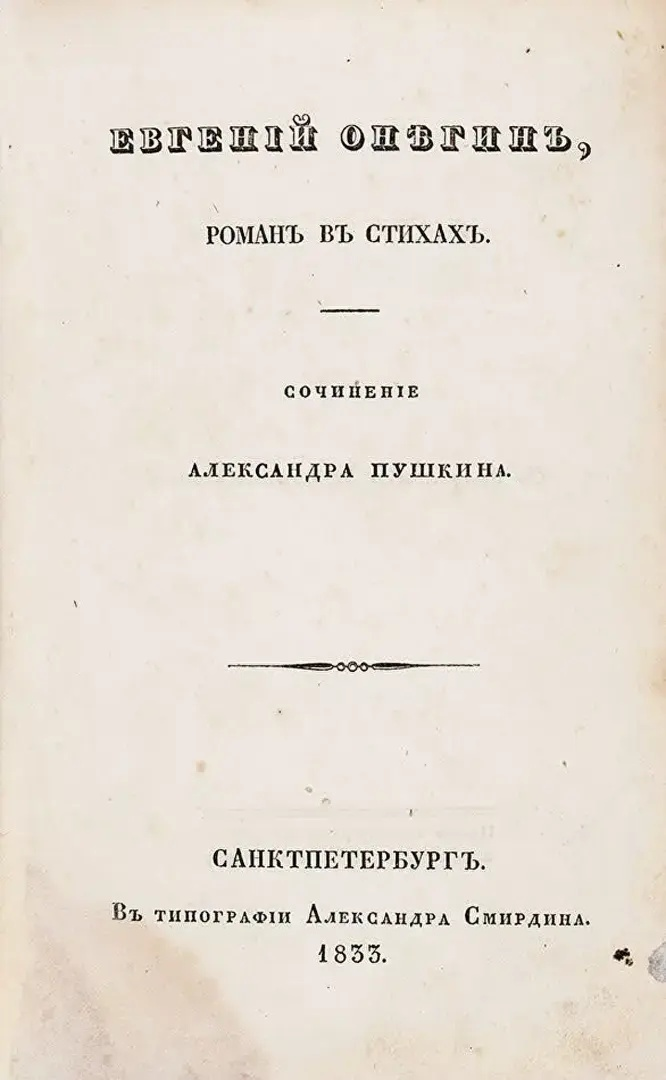
Titelblatt der Erstausgabe 1833

Eugen Onegin (russisch Евгений Онегин, Transkription: Jewgeni Onegin, [jɪvˈɡʲenʲɪj ɐˈnʲeɡʲɪn]) ist ein Versroman des russischen Dichters Alexander Puschkin. Puschkin schrieb das Versepos zwischen 1823 und 1830 und gab ihm den Gattungsnamen Roman in Versen. In der vollständigen Fassung wurde das Werk zum ersten Mal 1833 veröffentlicht.
In dem Roman geht es um die komplexe kulturelle Situation in Russland um 1820, dargestellt am Leben und Denken junger Adeliger in den Metropolen St. Petersburg und Moskau und auf ihren Landgütern fern der Städte auf dem alten Traditionen verhafteten Land. Eugen Onegin gilt als das moderne russische Nationalepos.

## Inhalt

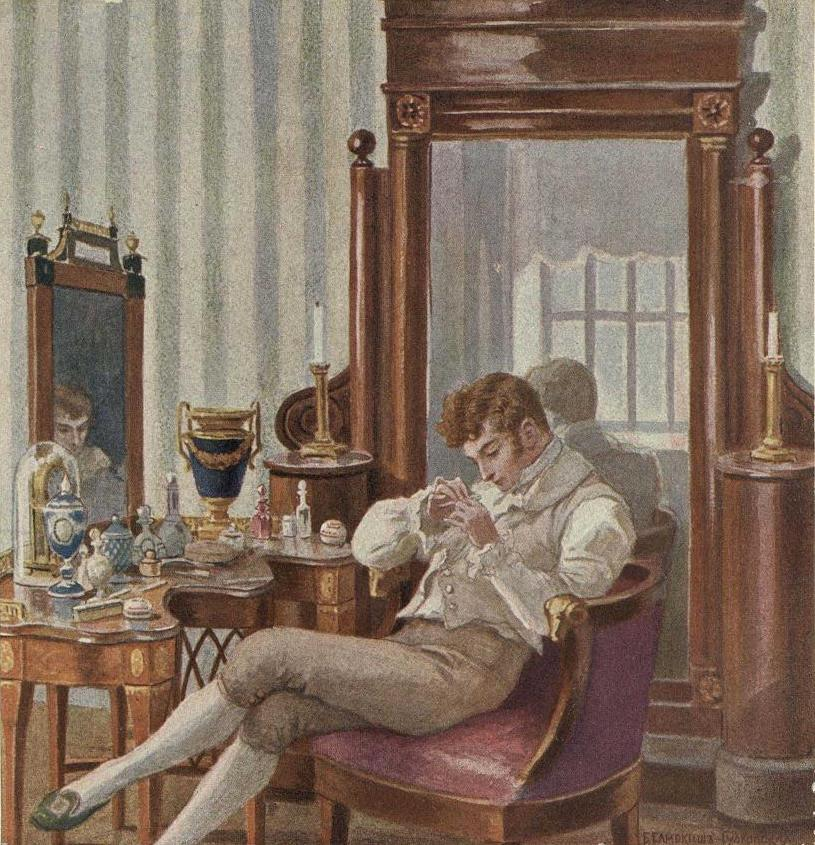
Onegin in seinem Ankleideraum in St. Petersburg

Eugen Onegin, gerade zwanzig Jahre alt und elternlos, einziger Sohn eines Adeligen, der sein Vermögen mit Bällen und Vergnügungen durchgebracht hat, führt in St. Petersburg das Leben eines Dandys. Als er das Vermögen seines Onkels erbt, zieht er sich, der Petersburger monde überdrüssig, auf das geerbte Landgut in der Provinz zurück. Die Ländereien verpachtet er aus Bequemlichkeit und zum Ärger seiner Gutsnachbarn an seine Leibeigenen. Er geht schwimmen, wandert, liest, spielt Billard, zeichnet Karikaturen, trinkt Champagner und lebt ansonsten wie ein Einsiedler, der alle Kontakte zur Nachbarschaft meidet.
Als er auf den jungen Poeten Wladimir Lensky trifft, der gerade aus Göttingen, wo er Kant, Schiller und Goethe studiert hat, nach Russland zurückgekehrt ist, freundet er sich mit ihm an. Die beiden verbringen viel Zeit miteinander. Lensky führt ihn in das Haus seiner Verlobten Olga Larina ein, die dort zusammen mit ihrer Mutter und ihrer Schwester Tatjana lebt. Die Larins leben nach alter russischer Art, pflegen alte Bräuche, alte Lieder und alten Aberglauben. Die stille und verträumte Tatjana fühlt sich von dem weltgewandten und eloquenten Onegin angezogen. Tatjana liest viel, sie träumt sich ein in die Romanwelt eines Richardson, Melmoth oder Lord Byron, und Onegin leiht ihr Bücher aus. Onegin taxiert Tatjana mit dem geübten Blick des Charmeurs, Tatjana aber verliebt sich in den jungen Mann. In einem leidenschaftlichen Brief gesteht sie Onegin ihre Liebe, die sie als schicksalhaft empfindet. In ihm erkennt sie ihren von Gott gesendeten Beschützer.
Onegin deutet den Brief als Heiratsantrag, beantwortet ihn nicht und weist sie bei nächster Gelegenheit mit kühlen Worten zurück. Ihre Liebe tut er als mädchenhafte Schwärmerei ab, über Ehe und Familie hat er eine schlechte Meinung, die Phasen des Verliebtseins habe er hinter sich gelassen, und für die Ehe fühle er sich nicht geschaffen. Tatjana werde ihn bald vergessen und einen Würdigeren als ihn zum Ehemann nehmen. Der örtliche Klatsch jedoch sieht inzwischen in Onegin und Tatjana ein künftiges Ehepaar.
Zwei Wochen vor Lenskys Heirat mit Olga feiert Tatjana ihren Namenstag. Lensky lädt Onegin zu der Feier ein, die, wie er sagt, im engen Familienkreis stattfindet. Stattdessen findet er sich auf einer lauten Tanzerei wieder, die er als Parodie der Petersburger Bälle empfindet. Tatjanas Verwirrung, die bei seinem Anblick kaum die Tränen zurückhalten kann, verstimmt ihn in Erinnerung an seine vielen in Petersburg beendeten Liebesaffären, und er ist verärgert, dass die Gäste über ihn und Tatjana klatschen. Außerdem hatte es Meinungsverschiedenheiten zwischen Lensky und Onegin gegeben. Onegin weigerte sich, Lenskys Gedichte zu lesen, und hatte seine Zweifel an dessen Muse Olga, die er für oberflächlich und kokett hält. Er beschließt, sich an Lensky zu rächen, der ihn in diese Situation gebracht hat. Er fordert Olga zum Tanz auf, flirtet mit ihr, tanzt einen Tanz nach dem anderen mit Olga, die sichtlich geschmeichelt reagiert und nicht merkt, wie sie ihren Verlobten verletzt. Als Onegin an Lenskys Reaktion merkt, dass seine Rache gelungen ist, verliert er alles Interesse an Olga, verlässt das Haus, wo eine verstörte Tatjana, die sich keinen Reim auf sein Verhalten machen kann, zurückbleibt.

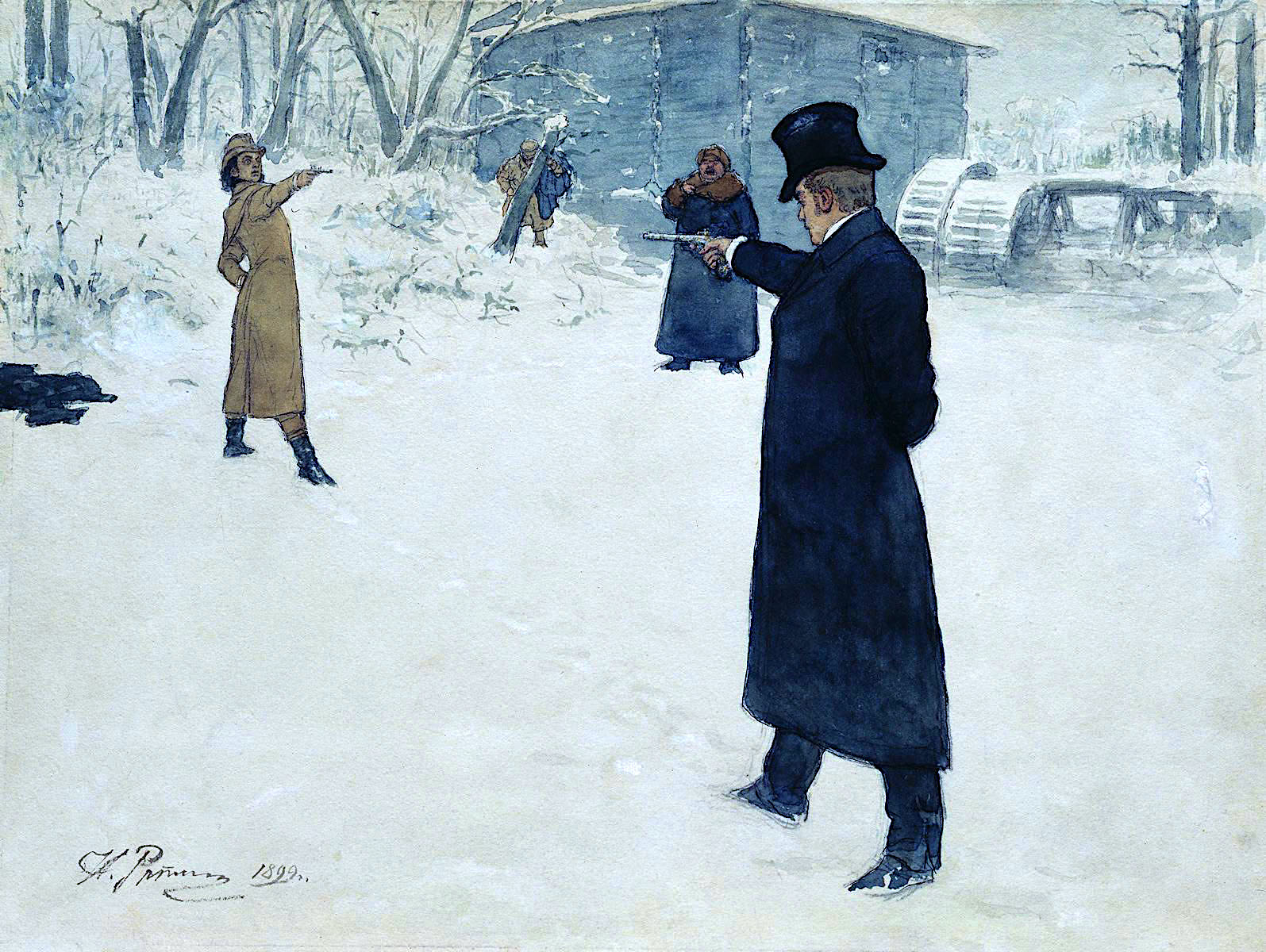
Das Duell zwischen Eugen Onegin und Wladimir Lensky, Zeichnung von Ilja Repin, 1899

Durch einen Mittelsmann fordert Lensky Onegin zum Duell. Obwohl Onegin versucht, die ganze Sache als Missverständnis darzustellen und das Duell zu vermeiden, weist ihn der Mittelsmann darauf hin, dass er damit gegen gesellschaftliche Konventionen verstoße und sich lächerlich mache. Onegin nimmt die Aufforderung zunächst gleichgültig hin, bedenkt dann aber die wenig schmeichelhafte Rolle, die er hier gespielt hat und wie leicht er den Freund hätte versöhnen können. Beim Duell aber gibt er kaltblütig den ersten Schuss ab und trifft Lensky tödlich.
Nach dem Duell wird Onegin von Gewissensbissen gepeinigt und verlässt sein Landgut mit unbekanntem Ziel. Tatjana besucht regelmäßig sein Wohnhaus, liest seine Bücher und versucht, über seine Notizen und Lesemarken Onegins Charakter und Wesen auf die Spur zu kommen. Lensky wird eine Weile von Olga betrauert, sie tröstet sich aber bald mit einem Offizier, der nach der Heirat in die Provinz versetzt wird. Tatjana bleibt mit ihrer Mutter allein zurück. Sie wehrt ohne Begründung jeden Bewerber um ihre Hand ab. Bei einem Besuch ihrer Tante in Moskau schließlich wird sie der Gesellschaft vorgestellt, an einen älteren General verheiratet, und sie wandelt sich in eine perfekte Dame der Gesellschaft.
Die Jahre vergehen. Onegin – inzwischen 26 Jahre alt, immer noch gelangweilt und der Gesellschaft überdrüssig, gelangweilt auch von seinem unruhigen Reiseleben, ein Müßiggänger ohne irgendein Ziel im Leben – kehrt nach St. Petersburg zurück. Auf einem Ball fällt sein Blick auf Tatjana, die er kaum wiedererkennt. Bei ihrer Begegnung bleibt Tatjana distanziert, ruhig und selbstsicher, während Tatjanas Anblick Onegin die Sprache verschlägt und er die Fassung verliert.

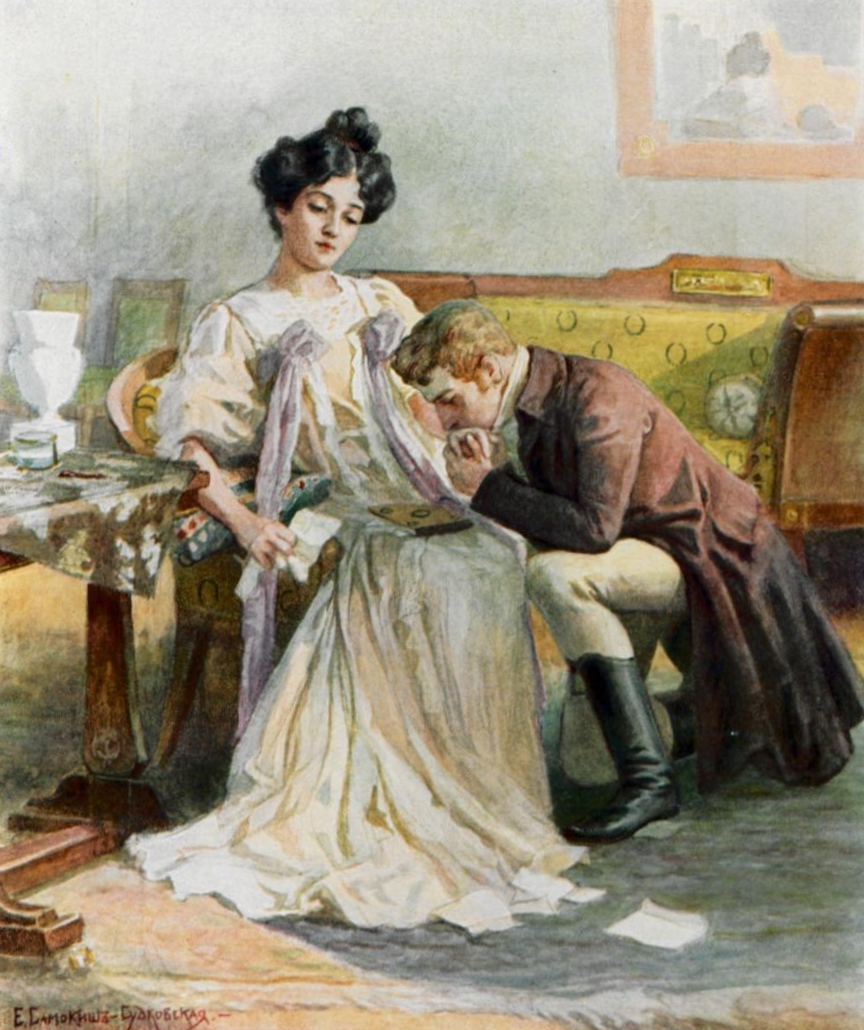
Tatjana weist Onegin ab

Verliebt wie ein Junge, folgt er ihr überallhin, schreibt Briefe, die nicht beantwortet werden, und verzehrt sich in unerwiderter Liebe. Als es ihm endlich gelingt, sie allein zu sprechen, erinnert sie ihn an die Zeit auf dem Land, als er ihr eine „Predigt“ gehalten und sie zurückgewiesen hat, gerade als ein gemeinsames Glück so nah erreichbar schien. Sie gesteht ihm, dass sie all das glanzvolle Leben, das sie in St. Petersburg führt, jederzeit gegen ihr altes Leben auf dem Land, in der Natur und mit ihren Büchern eintauschen würde. Sie gibt zu, dass sie Onegin immer noch liebt, sie wird aber ihren Mann, dem sie Treue geschworen hat, nicht verlassen.
Die Geschichte endet weder als Komödie mit der glücklichen Vereinigung der beiden Hauptpersonen noch als Tragödie mit deren Tod, sondern sie hat ein offenes Ende, das weitere Schicksal des Helden bleibt unbekannt.

## Form
Der Versroman ist gegliedert in acht Kapitel (Gesänge), denen jeweils ein kurzes Zitat aus der französischen, italienischen oder antiken Literatur bzw. eines russischen Autors vorangestellt ist.
Insgesamt umfasst das Gedicht 384 Strophen. Die sogenannte Onegin-Strophe baut auf dem Sonett auf. Die Strophe zu je 14 Zeilen in vierfüßigen Jamben folgt einem komplizierten und strengen Reimschema, das über das ganze Gedicht hin eingehalten wird, mit Ausnahme der Briefe Tatjanas und Onegins, sowie Tatjanas Traumes:
[a B a B c c D D e F F e G G]
wobei die kleinen Buchstaben weibliche Reime, die großen Buchstaben männliche Reime bezeichnen.
Die Ausgabe letzter Hand enthält zusätzlich ein Vorwort Puschkins sowie ca. 18 mehr oder weniger vollendete Strophen über Onegins Reisen.

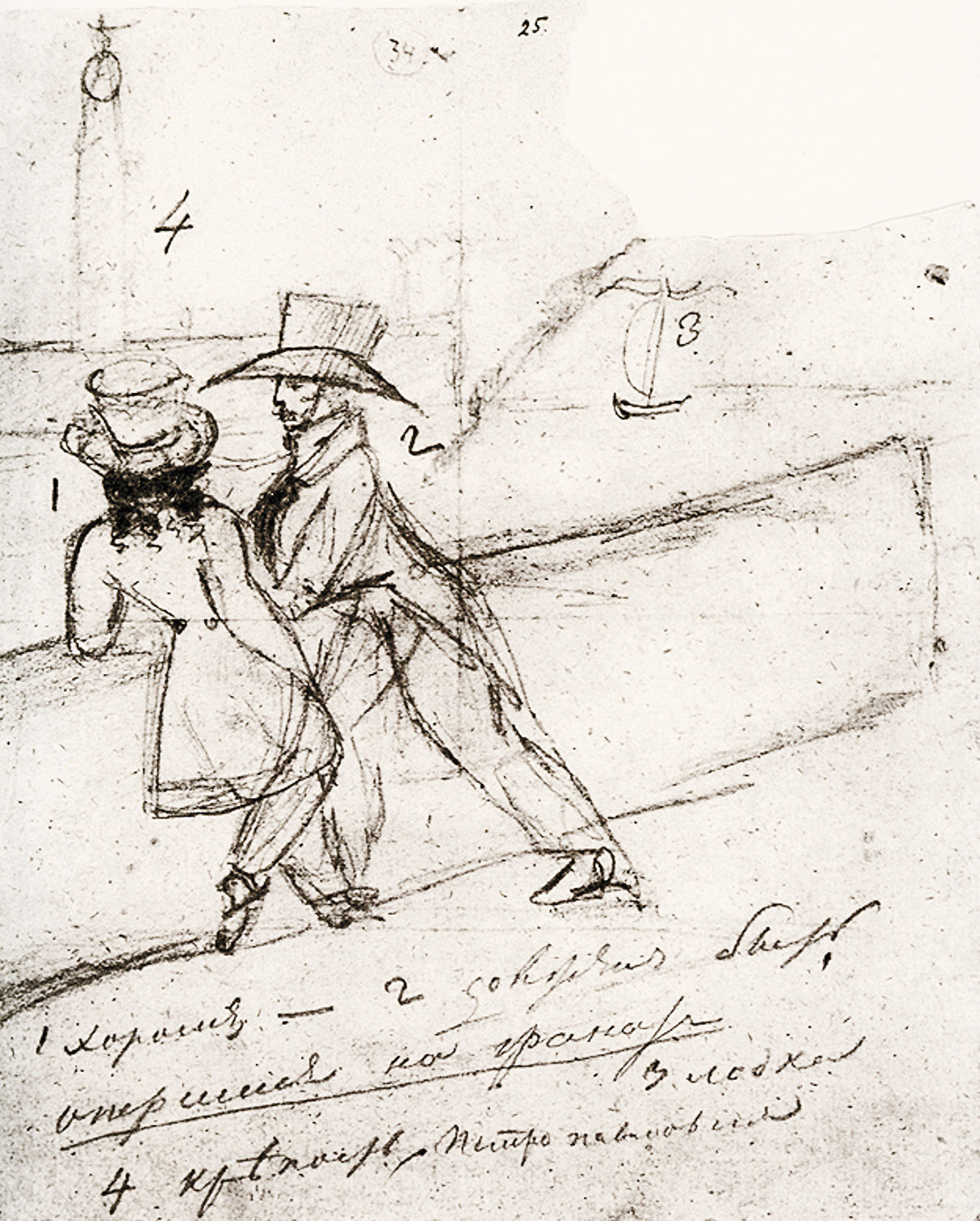
Puschkin: Selbstporträt mit Onegin am Ufer der Newa

Erzählt wird der Roman aus der Perspektive eines auktorialen Erzählers, eines „Freundes und Bruders“ Onegins. Puschkins Skizze "Selbstporträt mit Onegin am Ufer der Newa" entstand schon, bevor das erste Kapitel in St. Petersburg gedruckt wurde, und Reinhard Lauer interpretiert sie als „bildliche Realisierung der künstlerischen Gesamtstruktur des Romans. Der moderierende Autor und sein problematischer Held waren gleichberechtigte Instanzen im Versroman, die einander kannten“.
Wie bei Sterne oder Diderot begleitet und interpretiert der Erzähler ironisch die Handlungen seiner Personen, spricht den fiktiven Leser an, räsoniert mit ihm und schweift immer wieder vom Faden der Erzählung ab. Er ergeht sich in allerlei Exkursen über die unterschiedlichsten Themen, die feine russische Gesellschaft und deren Konventionen, die Literatur im Allgemeinen und die französische im Besonderen, über die Probleme mit den Defiziten der russischen Sprache beim Schreiben seines Romans bis hin zu seinen an Fetischismus grenzenden Lobreden auf die Schönheit des weiblichen Fußes. Eingeschoben in den Text sind ganze Gedichte und lyrische Naturbeschreibungen. Der Roman steckt voller Zitate und Referenzen russischer Autoren, europäischer Philosophen und Literaten und voller Anspielungen auf die aktuelle russische Politik, die selbst Nabokov in seinem zweibändigen Kommentar zum Roman nicht alle entschlüsselt hat.

## Sprache
Puschkin gilt mit seinem Gesamtwerk und insbesondere mit dem Eugen Onegin als Begründer der russischen Literatursprache.
Um 1820 war die Verkehrssprache der russischen Oberschicht Französisch, amtliche und wissenschaftliche Texte wurden in der Regel in französischer Sprache geschrieben, kirchliche und weltliche russische Texte bis ins frühe 19. Jahrhundert in einem Kirchenslawisch, das zu Puschkins Zeit schon nicht mehr allgemein verständlich war. Kinder des Adels, wie Puschkin und Onegin selbst sowie Tatjana und Olga Larina, hatten französische Erzieher oder Sprachlehrer. Russisch lernte Puschkin von seiner Kinderfrau und perfektionierte es in der Zeit seiner Verbannung im Umgang mit der bäuerlichen Bevölkerung.
Puschkins Gedichte waren schon während seiner Schulzeit dem russischen Poeten Gawriil Derschawin aufgefallen, der in Puschkins Lyrik einen neuen Tonfall, ein neues Verständnis der russischen Sprache und ein dichterisches Genie erkannte. Puschkin hat ihm im letzten Kapitel seines Eugen Onegin ein Denkmal gesetzt:
Der Beifall kam mir froh entgegen

Mich hob der jung erstrittne Preis

Derschawin gab mir seinen Segen

Der grabesmüde Dichtergreis.
– Puschkin. Eugen Onegin. Kapitel 8, Vers 1 (Deutsch von Theodor Commichau)
Nach dem russischen Literaturwissenschaftler Wladimir Jelistratow habe Puschkin chirurgische Eingriffe in die Sprache gemacht, auf alle überflüssigen Archaismen verzichtet und in großem Stil aufgeräumt. Seit Puschkin gibt es die russische Literatursprache, in der die großen russischen Romane des 19. Jahrhunderts geschrieben worden sind.

## Interpretationen
Puschkins Gedicht ist von maßgebenden Literaturkennern schon früh als eine Art Enzyklopädie, „Enzyklopädie des russischen Lebens“ (Belinskij), „literarische Enzyklopädie“ (Fennel, nach Johnston etc.) erkannt worden. Die Hauptfigur des Gedichtes, der Erzähler (nicht zu verwechseln mit dem Autor selbst), verlässt die Bühne nicht für einen einzigen Moment. Er kommentiert, interpretiert und parodiert nicht nur die Handlung, sondern alles, was mit dieser Handlung im weitesten Sinne zusammenhängt, sowie alles, was zum Beschreiben einer solchen Handlung benutzt wird bzw. benutzt werden könnte. Abgehandelt werden in präziser Form insbesondere alle bekannten Stilarten der Literatur, alle literarischen Themen, alle im Gang befindlichen literarischen Streitereien und – nicht zuletzt – Puschkins eigene Entwicklungsgeschichte in der Literatur, inkl. allem, was er als seine Fehlgriffe ansieht, wobei auch hier mit Ironie und beißendem Spott nicht gespart wird. Puschkin unterstützt seinen Erzähler in diesem Unterfangen damit, dass er jede Aussage mit der ihr eigenen Musik untermalt, d. h. durch die Form dupliziert. Das Werk wird deshalb allein schon wegen dieser Verschmelzung von Form und Inhalt als absolut einmalig angesehen.

## Nachwirkung
Der Versroman gilt als ein Meisterwerk der russischen Literatur. Mit ihm leitete Puschkin die Periode des großen, realistisch-poetischen Romans ein. Zum ersten Mal in der russischen Literatur tauchen hier Menschen auf, wie sie sich in der damaligen Gesellschaft wiederfanden. Der Realismus spiegelt sich in den mehr als einhundert Nebenfiguren und deren konkreter Verortung in ihrem jeweiligen sozialen Umfeld.
Wie es Ulrich Busch im Vorwort zu seiner Onegin-Übersetzung ausführt, gibt die „Zeitgenossenschaft von Autor, Held und Leser“ dem Versroman einen realistischen Grundzug, der neu ist in der russischen Literatur der Zeit, und so wurde der Roman als frühes Beispiel für den realistischen russischen Roman des 19. Jahrhunderts gedeutet.
In der Figur des Eugen Onegin schuf Puschkin den Typus des Überflüssigen Menschen, der in vielen Spielarten seine Nachfolger in der russischen Literatur des 19. Jahrhunderts finden sollte. Wie der Romantische Held eines Lord Byron steht er am Rand der Gesellschaft. Verantwortung welcher Art auch immer zu übernehmen, kommt ihm nicht in den Sinn, bzw. ist ihm in der gesellschaftlichen Wirklichkeit, in der Puschkin seine Bücher schreibt – die allgegenwärtigen Kontrolle durch reaktionäre Staatsorgane im zaristischen Russland – von vornherein verwehrt.
Kind der gesellschaftlichen Oberschicht, finanziell unabhängig, gebildet und belesen, ein Müßiggänger, betrachtet er die Menschen, ihre Gefühle und ihre Konventionen mit Ironie und Sarkasmus, der bis zum Zynismus reichen kann. Unfähig der Empathie, spielt er mit den Gefühlen der Menschen, die ihm nahe stehen. Grundmotivation seines Handels ist das eigene Vergnügen, Grundstimmung seines Lebens die Langeweile –  der ennui.
In der Form allerdings, in der Brillanz und der Musikalität seiner Verse, der perfekten Verschmelzung von Form und Inhalt, in der sich das Poem, trotz seiner hochartifiziellen Versform, leicht und flüssig wie Prosa lesen lässt, ist Puschkins Onegin ein Solitär geblieben, wenn auch vereinzelt Versuche gemacht wurden, sich der von Puschkin geschaffenen Form zu bedienen.
Vikram Seth schuf in The Golden Gate von 1989 einen Versroman, der aus 590 Onegin-Stanzen besteht. In dem Buch geht es um eine Gruppe von Jugendlichen, um einen Studenten und seine Freundin im Kalifornien der 80er Jahre mit deren typischen Problemen: ziviler Ungehorsam, Genderdebatte, Homosexualität, Christentum, Atomkrieg etc.
Nach Seths eigenen Aussagen wurde er während des Studiums durch den Vergleich von zwei englischen Onegin-Übersetzungen inspiriert und stellte zu seiner eigenen Überraschung fest, dass er hier eine Form vorfand, die für eine bereits konzipierte Erzählung geeignet war.
Ein zweiter Versuch stammt von dem australischen Dichter Les Murray. Thema der Geschichte, die sich zwischen den beiden Weltkriegen abspielt, ist die Odyssee eines jungen Australiers, die ihn von Australien über das Heilige Land in das Amerika der 20er Jahre mit seinen Problemen Prohibition und wirtschaftliche Depression führt, in das Deutschland der 30er Jahre und in den Fernen Osten während des Zweiten Weltkriegs, und die mit seiner Rückkehr nach Australien endet.
Verfasst ist das Werk in Onegin-Strophen unter weitgehender Verwendung des Reimschemas.

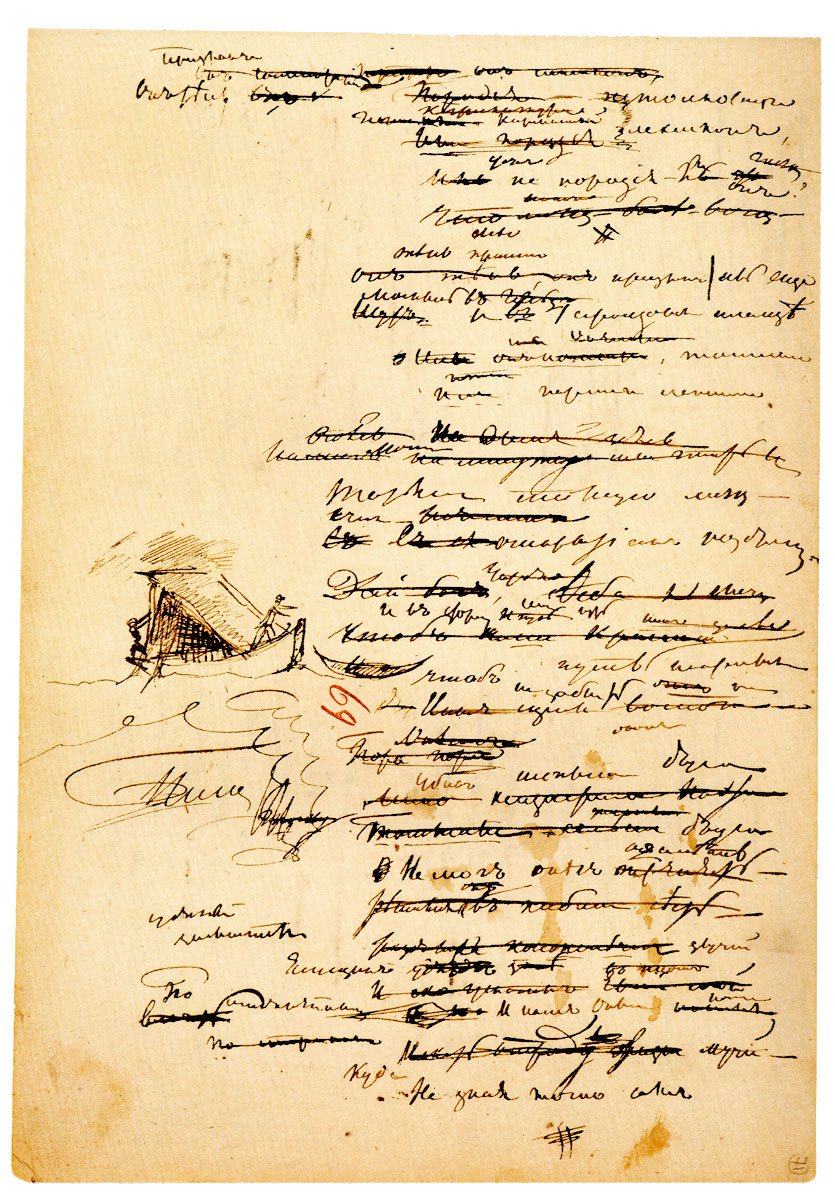
Seite aus dem Manuskript

## Entstehungs- und Publikationsgeschichte
1817 hatte Puschkin seine erste Stelle als Kollegiatssekretär im Auswärtigen Amt in St. Petersburg angetreten, 1820 war sein Versgedicht Ruslan und Ludmilla erschienen, sein erster großer literarischer Erfolg.
Im gleichen Jahr wurde er wegen seiner gegen den Zaren und den Hof gerichteten satirischen Epigramme und Episteln, die als ungedruckte Manuskripte im Umlauf waren, in den Süden des Russischen Reichs strafversetzt, wo er ein unstetes Leben mit zahlreichen Ortswechseln führte. 1824 schied er endgültig aus dem Hofdienst aus und wurde auf ein Gut der Familie im Gouvernement Pskow verbannt. 1823 hatte er mit der Arbeit am Eugen Onegin begonnen, die er jetzt intensiv fortsetzte. 1825 wurde das erste Kapitel veröffentlicht. 1826 wurde er von dem neuen Zaren Nikolaus begnadigt, durfte nach St. Petersburg zurückkehren, wo er öffentlich aus dem Onegin vorlas und sich sofort wieder Probleme mit der staatlichen Zensur einhandelte. Während der Cholera-Epidemie von 1830 kehrte er auf sein Gut zurück, wo er weiter intensiv an dem Roman arbeitete. 1831, dem Jahr seiner Heirat mit der sechzehnjährigen Natalja Goncharova, beendete er nach acht Jahren den Roman, der die schwierigste Zeit in seinem Leben begleitet hat.
Publiziert wurde der Roman in St. Petersburg ab 1825. Das zweite Kapitel wurde 1826 gedruckt, Kapitel 3 folgte 1826, Kapitel 4 und 5 1828, Kapitel 6 1829, Kapitel 7 1830 und das letzte Kapitel 1832, alle in St. Petersburg. 1833 erschien in Moskau die vollständige Fassung, 1837 schließlich die letzte von Puschkin selbst durchgesehene Ausgabe.

## Übersetzungen

### Deutsche Ausgaben und Übersetzungen
in Prosa oder Reimform
- Carl Friedrich von der Borg, Eugenius Onegin, Erster Abschnitt, in Der Refraktor. Ein Centralblatt Deutschen Lebens in Russland Dorpat, 1836 in fünf Folgen, beginnend am 1. August 1836 in der Nr. 14, endend in der Nr. 18 vom 29. August 1836
- Alexander Puschkin. Dichtungen. Aus dem Russischen übersetzt von Robert Lippert. 2 Bände Leipzig, Engelmann 1840.

Enthält die vollständige Übersetzung von Eugen Onegin.
- Friedrich Bodenstedt, Verlag der Deckerschen Geheimen Ober-Hofbuchdruckerei, Berlin 1854
- Onegin. Roman in Versen. Frei aus dem Russischen von Adolf Seubert. Reclam, Leipzig 1874.
- Eugén Onégin. Roman in Versen. Übers. von Alexis Lupus. Leipzig, St. Petersburg Richer 1899.[16]
- Theodor Commichau, Verlag G. Müller, München/Leipzig 1916.

Versübersetzung, in der Metrum und Reimschema beibehalten sind. Die Übersetzung von Commichau bildet die Grundlage für mehrere spätere Neubearbeitungen.
Theodor Commichau und Arthur Luther, Bibliographisches Institut, Leipzig 1923
Theodor Commichau, Arthur Luther und Maximilian Schick, SWA-Verlag, Leipzig/Berlin 1947.
Theodor Commichau und Konrad Schmidt, Weimar 1958.
Theodor Commichau und Martin Remané. Reclam, Leipzig 1965
Eugen Onegin. Aus d. Russ. übers. von Theodor Commichau, Michael Pfeiffer u. Lieselotte Remané. In: Alexander Puschkin: Meisterwerke. 4. Aufl. Aufbau-Verlag, Berlin 1982. (Bibliothek der Weltliteratur); Versübersetzung.
- Eugen Onegin. Ins Deutsche übertragen von Elfriede Eckardt-Skalberg, Verlag Bühler, Baden-Baden 1947.
- Eugen Onegin. Aus d. Russ. übers. von Johannes von Guenther. Reclam, Leipzig 1949. (Alexander Puschkin. Ausgewählte Werke. Berlin, Aufbau Verl. 1949. S. 9–213.)
- Eugen Onegin und andere Versdichtungen. Manfred von der Ropp und Felix Zielinski. Winkler, München 1972
- Eugen Onegin. Ein Roman in Versen. Übers. u. Nachw. Kay Borowsky. Reclam, Stuttgart 1972

Prosaübersetzung
- Jewgeni Onegin. Roman in Versen. Aus d. Russ. von Rolf-Dietrich Keil. Gießen: Schmitz 1980; Insel Verlag, Frankfurt am Main / Leipzig 1999. Insel Taschenbuch. 2524. (Gereimte Verse)
- Eugen Onegin. Roman in Versen. Übertr. aus d. Russ. u. Nachwort von Ulrich Busch. Manesse, Zürich 1981

Versübersetzung, in der die vierfüßigen Jamben und das Reimschema beibehalten werden.
- Evgenij Onegin. Russisch – deutsche Parallelausgabe in der Prosaübersetzung von Maximilian Braun. Hrsg. von Vasilij Blok u. Walter Kroll. Kommentare u. Auswahlbibliographie. 2. Auflage. Göttingen 1996
- Eugen Onegin. Ein Versroman. Aus dem Russ. von Sabine Baumann, unter Mitarb. von Christiane Körner. Vorwort u. Einleitung von Vladimir Nabokov. Aus d. Engl. von Sabine Baumann. Stroemfeld, Frankfurt am Main 2009[17]

Eine Prosaübersetzung, die zwar die Zeilen beibehält, aber weder Metrum noch Reim berücksichtigt.

### Übersetzungen ins Englische
Es gibt knapp über 40 englische Vers- oder Prosafassungen des Romans.
Ins Englische übersetzt wurde der Roman zum ersten Mal 1881 von Henry Spalding. Er erschien unter dem Titel Eugene Onéguine: A romance of Russian life 1881 im Verlag Macmillan in London. Spalding (1841–1907) war Lieutenant Colonel der British Army, Teilnehmer an den Burenkriegen und befand sich ab 1880 im Ruhestand.
In den 1930er Jahren folgten Übersetzungen von Oliver Elton (1861–1945), Professor für Englische Literatur in Liverpool, von Dorothy Prall Radin (1889–1948) und George Z. Patrick (1886–1946), gedruckt in Berkeley bei der University of California Press, sowie 1936 von Babette Deutsch, die die Stanzenform des Originals beibehielt. Sie erschien ebenfalls in den USA, bei der Heritage Press in New York, und wurde 1943 in einer von Deutsch überarbeiteten Fassung und mit Illustrationen von Fritz Eichenberg neu herausgebracht.
1963 erschien die mit dem Bollingen Prize ausgezeichnete Übersetzung in Versen von Walter W. Arndt (1916–2011), der 1992 eine gründlich überarbeitete Neufassung folgte. Arndt war Professor für russische und deutsche Literatur am Dartmouth College.
1964 schrieb Vladimir Nabokov in The New York Review of Books unter dem Titel On Translating Pushkin Pounding the Clavichord eine flammende Kritik an Arndts Übersetzung, ... to defend both the helpless dead poet and the credulous college student from the kind of pitiless and irresponsible paraphrast whose product I am about to discuss.
1964 erschien Nabokovs eigene Übersetzung des Eugen Onegin, an der er seit 1949 gearbeitet hatte, das zeitaufwendigste seiner Werke überhaupt. Während seiner Lehrtätigkeit am Wellesley College hatte er Edmund Wilson zwar eingeladen, mit ihm zusammen eine neue Onegin-Übersetzung zu erarbeiten, da er alle bisherigen als unzureichend betrachtete. Zu einer langfristigen Zusammenarbeit kam es aber nach harzigen Anfängen nicht.
Während der Arbeit am Text kam Nabokov zu dem Schluss, dass eine Übersetzung des Eugen Onegin ins Englische, in der Rhythmus und Metrik beibehalten werden sollten, unmöglich sei. Daher machte er sich an eine Wort-für-Wort-Übersetzung.
1958 hatte Nabokov seine Prosa-Übersetzung vollendet, hatte aber Mühe wegen des Umfangs des Kommentars, der inzwischen auf zwei Bände angeschwollen war, einen Verleger zu finden.
1964 wurde das Werk schließlich von der Princeton University Press veröffentlicht. Es umfasst vier Bände, außer Nabokovs „wörtlicher Übersetzung“, einen Kommentar, in dem er sich über den Inhalt, die Themen, den historischen, kulturellen und literarischen Kontext auslässt und Puschkin als Kosmopoliten, der von der französischen Sprache und Literatur geprägt ist, darstellt. Dazu kommen zwei Anhänge, ein Index und ein Faksimile der zweiten Ausgabe des Onegin-Texts von 1837, der letzte, der von Puschkin selbst durchgesehen worden ist.
Wilson schrieb ihm einen Verriss, der zum endgültigen Bruch mit Nabokov führte.
Obwohl Nabokov seine Übersetzung öffentlich vehement verteidigte, machte er sich an eine Revision des Texts, den er 1967 als fertig erklärte: „Ich bin jetzt mit dieser teuflischen Aufgabe für immer fertig.“
Obwohl sie nach wie vor umstritten bleibt, kommen alle folgenden Übersetzer ohne Nabokovs Werk mit seinem Kompendium der Puschkinschen Welt nicht mehr aus. Auch die jüngste deutsche Übersetzung von Sabine Baumann bezieht sich auf Nabokov, ebenso wie die
englische Übersetzung von Charles Johnston (1977), die wie die Fassung von Arndt die Stanzenform beibehält, und die 2003 in einer überarbeiteten Version und mit einem Vorwort von John Bayley neu herausgebracht wurde.
1990 erschien James E. Falens Übersetzung des Eugen Onegin, die 1995 in einer überarbeiteten Fassung in der Oxford University Press neu aufgelegt wurde, und von der inzwischen auch eine Audio-Ausgabe, gelesen von Stephen Fry, produziert wurde. Falens Fassung, in der Metrum und Reimschema beibehalten sind, gilt zusammen mit den Übersetzungen von Arndt und Johnston als diejenige, die Puschkins Text in jeder Beziehung am nächsten kommt.
Eine eigenwillige Fassung des Onegin stammt von dem Physiker und Kognitionswissenschaftler Douglas R. Hofstadter, der aus Begeisterung für das Buch und Falens Übersetzung sogar den Versuch machte, Russisch zu lernen. Sein Onegin ist der Versuch, „Puschkins glänzende Poesie in des Medium des zeitgenössischen Englisch – oder besser, des zeitgenössischen Amerikanisch“ zu übertragen. Beibehalten werden beim Übersetzen sollten Rhythmus, Reim, Sinn und Tonfall (Rhythm, rhyme, sense, and tone), eine extreme Gegenposition zu Nabokov – „der widerwärtige Non-Verse-[EO] von Nabokov“ (the vile non-verse of Nabokov), wie er ihn nennt.

### Übersetzungen ins Französische
Die erste Übersetzung ins Französische stammt von Iwan Turgenjew und Louis Viardot (1800–1883). Publiziert wurde die Prosaübersetzung unter dem Titel Alexandre Puchkine, Eugène Onéguine 1863 in der Revue nationale et étrangère. 1868 erschien eine zweite Prosaübersetzung von Paul Béesau ín der Librairie A. Franck in Paris.
Eine französische Übersetzung, in der sowohl die Strophenform als auch das Reimschema beibehalten wurden, stammt von dem Dichter und Übersetzer André Markowicz (* 1960) und erschien 2005 in Arles im Verlag Actes Sud.
Während seiner Studienzeit hat der ehemalige französische Präsident Jacques Chirac eine Übersetzung verfasst, die aber nie veröffentlicht wurde.

### Übersetzungen ins Italienische
Die ersten Übersetzungen des Eugen Onegin wurden 1906 von Giuseppe Cassone und 1923 von Ettore Lo Gatto (1890–1983) verfasst, der seiner Prosaübersetzung 1950 eine Versübersetzung folgen ließ, in der auch das Reimschema beibehalten ist. Giovanni Giudicis Versübersetzung erschien 1976 bei Rizzoli in Mailand neu herausgegeben. 1985 publizierte Rizzoli diese Übersetzung, herausgegeben von Eridano Bazzarelli (1921–2013), innerhalb einer Puschkin-Werkausgabe. Eine Übersetzung in freien Versen schuf die Slawistin und Professorin an der Universität Trient, Pia Pera (1956–2016).

### Übersetzung ins Spanische
2005 erschien Eugenio Oneguin. Novela en verso. Versión en español directa del ruso en la forma poética del original, notas e ilustraciones de Alberto Nicolás Musso. bei Zeta Editores, Mendoza 2005. 2017 brachte der Verlag Editorial Meettok eine kritische, zweisprachige Ausgabe mit einer Übersetzung von Manuel Ángel Chica Benaya heraus.

## Rezeption
Gefördert durch die Opernfassung des Romans durch Peter Tschaikowski wurde der Roman in der Wahrnehmung des Publikums auf eine romantische Liebesgeschichte voller Entsagung verkürzt, während der gesellschaftskritische Aspekt und das weite Panorama von Kultur und Gesellschaft Russlands in der Zeit der Zaren Alexander und Nikolaus, das Puschkin in seinem Roman entfaltet, weitgehend unberücksichtigt geblieben ist.

### Oper, Ballett, Schauspiel, Literatur
Pjotr Iljitsch Tschaikowski komponierte nach einem Libretto von Konstantin Shilovsky, das auf Puschkins Vorlage basiert, die Oper Eugen Onegin mit dem Untertitel Lyrische Szenen, die am 29. März 1879 im Moskauer Maly-Theater von Studenten des Moskauer Konservatoriums unter der Leitung von Nikolai Rubinstein uraufgeführt wurde.
Zwei Jahre später hatte die Oper am Bolschoi-Theater unter der Leitung von Eduard Nápravník Premiere. Die Oper zählt zu den am häufigsten gespielten Werken auf europäischen und US-amerikanischen Bühnen.
Zu Tschaikowskis Oper Eugen Onegin schrieben August Bernhard, Max Kalbeck sowie Wolf Ebermann, gemeinsam mit Manfred Koerth deutsche Libretti.
1959 verfilmte der russische Regisseur Roman Tikhomirov die Oper, die Hauptrollen wurden von Stars des Bolschoi-Theaters gesungen.
1988 wurde die Oper als Gemeinschaftsproduktion von vier europäischen TV-Sendern ein weiteres Mal verfilmt. Regie führte Petr Weigl, es spielte das Orchester des Royal Opera House unter der Leitung von Georg Solti.
Das Thema wurde von John Cranko als Ballett zu Musik von Tschaikowski in Bearbeitung von Kurt-Heinz Stolze umgesetzt und 1965 vom Stuttgarter Ballett uraufgeführt.
2009 wurde in Moskau durch das Petersburger Ballett Onegin mit der Choreografie von Boris Eifman uraufgeführt. Die Musik ist eine Mischung aus den bekanntesten Nummern aus Tschaikowskis Oper sowie Gitarrensoli von Alexander Sitkovetsky.
Zum 100. Todestag von Puschkin schrieb der russische Autor Sigizmund Krzhizhanovsk eine Bühnenfassung des Romans, zu dem Prokofiev die Musik komponierte. Das Stück fiel jedoch der Stalinschen Kulturpolitik zum Opfer und wurde nie aufgeführt. Die Noten blieben bis 1960 verschollen, als Klavierauszüge in Moskauer Archiven auftauchten. Prokofievs Komposition op. 71 wurde am 4. April 1980 auf BBC Radio 3 unter Leitung von Edward Downes, der auch die Orchestrierung übernahm, uraufgeführt.
2012 wurde es als Theaterstück mit Bühnenmusik erstmals an der Universität Princeton aufgeführt.
Christopher Webbers (* 1953) Drama Tatyana wurde 1989 am Nottingham Playhouse unter der Leitung von Pip Broughton uraufgeführt. Webber kombiniert in seinem Stück gesprochene Dialoge aus Eugen Onegin mit Musikarrangements aus Tschaikowskis Oper und stellt Tatjanas Traum (Kapitel 5, XI-XXIV) auf der Bühne dar.
2014 hatte das Ballett „Tatjana“, ein Auftragswerk der Hamburger Staatsoper, mit der Musik von Lera Auerbach, dem Libretto und der Choreografie von John Neumeier nach Puschkins Roman an der Hamburger Staatsoper Premiere. Die russische Premiere des in Kooperation der beiden Häuser produzierten Stücks erfolgte am 7. November 2014 am Moskauer Stanislavsky Theater.
2015 produzierte das Vakhtangov-Staatstheater in Moskau unter der Regie des Litauers Rimas Tuminas eine szenische Aufführung des Romans, von der 2017 ein Spielfilm produziert wurde.
2016 hat die französisch-britische Kinder- und Jugendbuchautorin Christine Beauvais den Roman unter dem Titel „Songe à la douceur“ als eine Liebesgeschichte zwischen der 14-jährigen Tatjana und dem 17-jährigen Onegin neu erzählt. In ihrer romantischen Geschichte, die sich an ein jugendliches Publikum wendet, nimmt sie sowohl Motive aus Puschkins Roman als auch aus Tschaikowskijs Oper auf. Das Buch ist in Versen – allerdings nicht in Onegin-Versen verfasst – und zeichnet sich durch einen verspielten Satzspiegel aus.

### Film
Der Stoff ist seit dem ersten Stummfilm von 1911 mehrmals verfilmt worden, zuletzt Onegin (1999) mit Ralph Fiennes in der Titelrolle.
Dazu kommen die beiden Opernverfilmungen von Roman Tikhomirov und Petr Weigl.

### Bildende Kunst
Die bekanntesten Szenen des Romans wurden, außer von Ilja Repin auch von mehreren russischen Malern des 19. und frühen 20. Jahrhunderts gemalt. Dazu kommen verschiedene Zyklen, die den gesamten Roman illustrieren, z. B. von Johann Matthias Ranftl, Josef Engelhart oder Fritz Eichenberg.